# Беленькая (приток Северского Донца)
Беленькая, Нижняя Беленькая (укр. Бі́ленька) — река протекающая в Луганской области, правый приток Северского Донца, длинной около 19 км (по другим данным 17 км). Протекает через село Новоивановка, г. Горское, пгт. Тошковка и Нижнее.

## Физиография
Беленькая — река, правый приток Северского Донца. Общая протяжённость реки составляет 19 км, площадь бассейна 117 км².
Беленькая берёт начало в селе Новоивановка в Попаснянском районе Луганской области Украины. В бассейне Беленькой три реки, которые имеют среднюю длину 2,57 км. Самый протяжённый приток Беленькой — р. Водяное длиной 3,45 км.
Ширина русла в основном колеблется от 2 до 4 м, иногда достигая 5-7 м, а в зоне водохранилищ — 140 м. Дно русла преимущественно мульное, неровное.
Скорость течения Беленькой небольшая, на некоторых участках практически нулевая.